# 格雷姆·布萊迪
格拉漢姆·布萊迪爵士（英語：Sir Graham Brady，1967年5月20日—）是一位英格蘭政治人物，他的黨籍是保守黨。自1997年開始，他擔任奧爾特靈厄姆和西塞爾選區選出的英國下議院議員。他在2010年被選為最佳後座議員，之後於2020年1月起出任1922委員會主席。